# Nederlagslorikit
Nederlagslorikit (Vini vidivici) är en förhistorisk utdöd fågel i familjen östpapegojor inom ordningen papegojfåglar. 

## Utseende och utbredning
Nederlagslorikiten var relativt stor jämfört med övriga arter i släktet Vini. Den förekom tidigare på öar i Stilla havet från Cooköarna till Sällskapsöarna och Marquesasöarna men dog ut mellan 700 och 1200 år sedan.

## Namn
Fågelns vetenskapliga artnamn är en ordlek. David Steadman som beskrev arten anspelar på frasen veni, vidi, vici, "jag kom, jag såg, jag segrade". Det svenska artnamnet nederlagslorikit anspelar i sin tur på det vetenskapliga namnet, liksom att fågeln är utdöd.